# 이건 (조선 중기 왕족)
이건(李楗, 1505년 ~ 1571년은 조선 중기의 왕족, 문신으로 태종의 차남 효령대군 보의 5대손으로 전성군 이대(李對)의 아들이다. 권신 이량의 형이고, 명종비 인순왕후 심씨, 심의겸, 심충겸 등의 외삼촌이다. 본관은 전주이고 자는 국한(國閑), 제주특별자치도 제주시 출신.

## 생애
이건은 효령대군의 5대손으로 전성군 대의 아들이다. 권신 이량은 그의 일곱째 동생이었다. 1542년(중종 37) 11월 정시문과에 갑과에 급제하고 여러 벼슬을 거쳐 병조에 있다가 1561년(명종 16) 4월에 동부승지로 승진했다. 같은 해 10월 공조참판에 올랐다가 한달만에 개성부 유수로 부임하였다.
1563년말 동생 이량이 세력을 잃고 몰락하였으나 연좌되지는 않았다. 1565년(명종 20) 1월 예조참판이 되고, 2년 뒤에 한성부 우윤이 되고, 이후 이조참판을 지냈다. 1571년에 사망한다.
- 고조부 : 보성군(寶城君, 1416년 - 1499년), 효령대군의 삼남
- 증조부 : 율원군 이종(栗元君 李終, 1432년 - 1476년)
- 증조모 : 무안현부인 동래 정씨
- 조부 : 여양군 이자겸(呂陽君 李子謙)
- 조모 : 광산 김씨 - 김기(金耆)의 딸이자 정종의 7녀 인천옹주의 손녀
  - 아버지 : 전성군 이대(全城君 李薱, 1488 ~ 1543)
  - 어머니 : 동래 정씨 - 정종보(鄭宗輔)의 딸
    - 형 : 이즙(李楫, 1503 ~ 1580) - 부윤
    - 형 : 이백(李栢, 1504 ~ ?)
    - 남동생 : 이력(李櫟, 1507 ~ ?)
    - 남동생 : 이노(李櫓, 1508 ~ ?) - 수안군수
    - 남동생 : 이박(李樸, 1515 ~ ?) - 공조참의
    - 남동생 : 이량(李樑, 1516 ~ 1583)
    - 남동생 : 이오(李梧) - 통훈대부
    - 여동생 : 완산부부인 이희경(完山府夫人 李希慶, 1511 ~ 1559)
    - 매제 : 청릉부원군 심강(靑陵府院君 沈鋼, 1514 ~ 1567)
      - 조카 : 인순왕후(仁順王后, 1532 ~ 1575)
      - 조카 : 심인겸(沈仁謙, 1533 ~ 1580)
      - 조카 : 심의겸(沈義謙, 1535년 ~ 1587년)
      - 조카 : 심예겸(沈禮謙, 1537 ~ 1578)
      - 조카 : 심술정(沈戌貞, 1538 ~ ?)
      - 조카 : 심지겸(沈智謙, 1540 ~ 1568)
      - 조카 : 심신겸(沈信謙, 1542 ~ 1596)
      - 조카 : 심충겸(沈忠謙, 1545 ~ 1594)
      - 조카 : 심효겸(沈孝謙, 1547 ~ 1600)

    - 정부인 : 여흥 민씨 - 선전관(宣傳官) 민우(閔祐)의 딸(자녀 소생 불명)
    - 계부인 : 원주 원씨 - 충의위(忠義衛) 원준(元濬)의 딸(자녀 소생 불명)
      - 장녀 : 이내정(李乃貞, 1524 ~ ?)
      - 장남 : 이신빈(李莘賓, 1538 ~ ?)
      - 차녀 : 이봉정(李奉貞, 1540 ~ ?)
      - 3녀 : 이숙정(李淑貞, 1542 ~ ?)
      - 4녀 : 이운숙(李雲淑, 1544 ~ ?)
      - 차남 : 이위빈(李渭賓, 1549 ~ ?)
- 사돈 : 심연원
- 사돈 : 심통원

## 기타

### 명종과의 관계
명종의 처외삼촌이자, 명종은 그에게 처외조카가 된다. 그러나 부계로는 12촌 형이 된다. 명종은 태종-세종대왕-세조-의경세자-성종-중종-명종이고, 이량은 효령대군-보성군-율원군-여양군-전성군-이건으로 이어진다.

## 같이 보기
| - 효령대군 - 전성군 - 이량 - 이정빈 - 임사홍 - 심의겸 - 심충겸 - 심통원 - 이회정 - 이기붕 | - 심연원 - 인순왕후 - 윤원형 - 윤원로 - 윤원량 - 윤임 - 김안로 |